# Викентий Сръбски
Викентий (на сръбски: Викентије) е патриарх на Сръбската православна църква в периода 1950 – 1958 година. Пълната му титла е Негово светейшество архиепископ Печки, митрополит Белградско-карловски, патриарх Сръбски.

## Биография
Роден е на 11/23 август 1890 година като Витомир Проданов (на сръбски: Витомир Проданов) в Бачко Петрово село, тогава в Австро-Унгария. Основното си образование завършва в родното си село, след което заминава за Нови Сад, където получава гимназиалното си образование. След като завършва гимназия отива в Сремски Карловци, където учи богословие. Замонашва се 1917 година в манастира Бездин. От 1921 година години работи като секретар на Управителния съвет на манастирите в Карловската митрополия и заема тази длъжност до 1923 година.
През 1929 година постъпва във Философския факултета в Белград, където се дипломира в катедрата по история. През 1932 година е на поста главен секретар на Светия синод на Сръбската православна църква. Избран е за викарен епископ през 1936 година с титлата Марчански. През 1939 година е избран за злетовско-струмишки епископ в Щип, а в 1940 година е администратор на Охридско-Битолската епархия в Битоля.
През 1941 година e изгонен от Щип от новите български власти. След края на Втората световна война не може да се върне в епархията си, тъй като новата комунистическа власт във Вардарска Македония създава неканоничната Македонска православна църква. В периода 1947 - 1951 администрира Сремска епархия.
Епископ Викентий е избран за сръбски патриарх през 1950 година. За краткото си управление се опитва да възстанови СПЦ след тежките военни години на Втората световна война. Умира на 5 юли 1958 година при мистериозни обстоятелства непосредствено след църковния събор, на който не е призната самостоятелността на Македонската православна църква. Погребан е в Съборната църква в Белград.